# Giovanni Giacomo Sementi

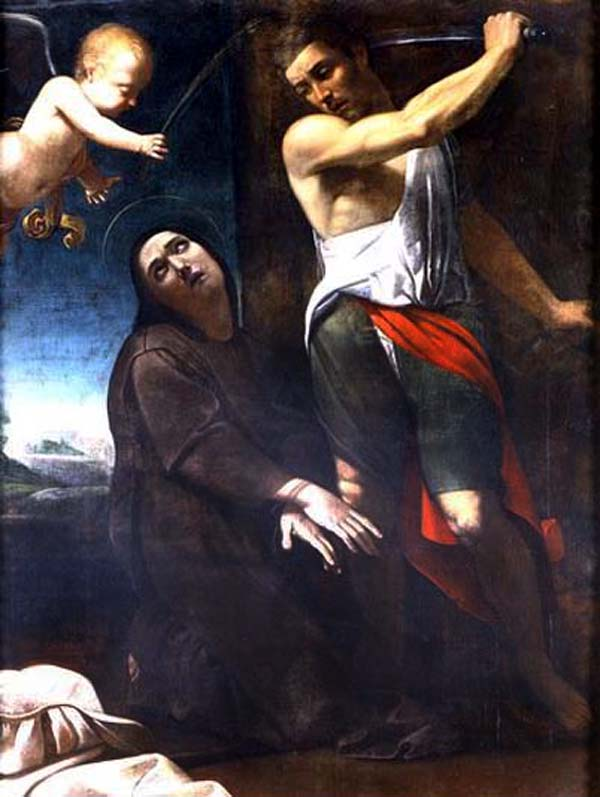
Sementi: Martyrium der Hl. Eugenia von Rom

Giovanni Giacomo Sementi/Semenza (* 27. August 1583 in Bologna; † 8. September 1636 in Rom) war ein italienischer Maler des Frühbarock.
Er besuchte die private Kunstschule von Denis Calvaert und arbeitete vermutlich 1609/1610 zusammen mit Calvaerts Schüler Francesco Albani im Palazzo Giustiniani in Bassano di Sutri. 1612 wurde er Schüler und Mitarbeiter von Guido Reni, unter dessen Leitung er ab 1615 an der Ausmalung der Cappella del Santissimo Sacramento des Dom von Ravenna mitwirkte. An dieser Arbeit waren auch Francesco Gessi und Bartolomeo Marescotti beteiligt, mit denen Sementi 1618 nach Mantua ging, wo sie gemäß den Vorgaben von Reni Fresken in der Villa Favorita malten. Ob Sementi auch 1621 an der Ausmalung der Capella del Tesoro in Neapel beteiligt war, ist umstritten.
1624 kam Sementi nach Rom, wo er in die Dienste von Kardinal Maurizio von Savoyen trat, in dessen Palast er anfangs wohl auch wohnte. Zwischen 1624 und 1636 erhielt er Zahlungen des Kardinals, zuletzt für ein Gemälde, das eine Allegorie der Liberalitas darstellt. Sementi war Mitglied der Accademia di San Luca (spätestens 1635) und vermutlich der Accademia degli Umoristi (spätestens 1625). Er besaß ein Haus in seiner Geburtsstadt Bologna, das er 1626 verkaufte. Am 4. Februar 1627 heiratete er Cecilia Cavalloni in der San Biagio della Pagnotta. Mit ihr bekam er einen Sohn, den er zu Ehren seines Auftraggebers Maurizio nannte. Sementi begründete eine eigene Werkstatt in Rom. Zu seinen Schülern gehörte Giacinto Brandi (1633 bis 1636).
Sementi malte zahlreiche Altar-Tafeln, aber auch vereinzelt Gemälde mit profanen Motiven. Seine frühen Werke orientieren sich an Francesco Albani (u. a. Kreuztragung mit Heiligen für die Kirche SS. Gregorio e Sirio in Bologna). Später passte er seine Malweise dem Stil von Guido Reni an, was sich in seinen eigenständigen Arbeiten aus der Zeit als dessen Mitarbeiter zeigt, wie dem Martyrium der hl. Ursula (1612, S. Martino in Bologna), Martyrium der hl. Eugenie (aus S. Martino in Bologna) und Martyrium der hl. Katharina (1613/14, aus S. Francesco in Bologna). Er nutzte wiederholt Zeichnungen von Reni als Vorlage für seine Werke und maß wie dieser dem Zeichnen eine hohe Bedeutung als Grundlage der Malkunst und Übungsmöglichkeit bei. Auch später in Rom blieb er Renis Stil weitgehend treu, trotz erkennbaren weiteren Einflüssen wie die des Giovanni Lanfranco. Werke von Sementi befinden sich sowohl in Museen (u. a. Pinacoteca Nazionale di Bologna) als auch in Privatsammlungen.
Sementi starb 1636 im Alter von 53 Jahren an einer Krankheit. Das früher umstrittene Todesjahr wurde durch das Totenbuch von Sant’Andrea delle Fratte bestätigt.